# Euproctis eurybia
Euproctis eurybia är en fjärilsart som beskrevs av Collenette 1959. Euproctis eurybia ingår i släktet Euproctis och familjen tofsspinnare. Inga underarter finns listade i Catalogue of Life.